# Maria Jöransdotter
Maria Jöransdotter, även kallad Ängsjöpigan, död 1676 i Stockholm, var en svensk kvinna som avrättades för häxeri. Hon är känd som en av de avrättade i den berömda häxprocessen i Katarina. 
Hon var 18 år gammal, dotter till en snickare i Västmanland och hade flyttat till Södermalm med sina föräldrar. Hon var piga på Ängsjö säteri.
Efter avrättningen av Anna Sippel, Britta Sippel och Anna Månsdotter angav de unga pigorna Margareta Matsdotter och Maria Jöransdotter sig själva som häxor. Det har förekommit spekulationer om att de var sinnesförvirrade, eller att de ville begå självmord och använde sig av avrättningen som en metod att göra detta, eftersom människor vid denna tid, som önskade begå självmord, var rädda för att hamna i helvetet om de gjorde detta, och därför såg en avrättning som en lösning, då avrättade personer som ångrade sig tvärtom förväntades hamna i himmeln: detta var en känd metod för personer som önskade begå självmord under denna tidsperiod. 
Rättegången mot Maria Jöransdotter och Margareta Matsdotter gick snabbt, då de båda hade angett sig själva för häxeri och förklarat sig skyldiga. Flera barn vittnade mot dem. Barnens vittnesmål sade emot varandra, men det sågs inte som ett problem eftersom de åtalade hade erkänt, och bekräftade barnens vittnesmål. 
På grund av sin ungdom förutsattes de ha en äldre kvinna som läromästare. Maria Jöransdotter angav först Karin Johansdotter, som hade begått självmord i fängelset: därefter pekade de tillsammans ut Anna Persdotter. Anna nekade och dömdes därför till att brännas levande. Hon övertalades då i fängelset att bekänna av sina medfångar Margareta Matsdotter och Maria Jöransdotter. Dessa tre var de enda anklagade kvinnorna i Katarina häxprocess som bekände sig som skyldiga till trolldom. Maria Jöransdotter betraktades som en mönsterfånge av myndigheterna och fick till och med tillstånd att bo hemma hos sin far fram till avrättningen, och att begravas i vigd jord på kyrkogården efteråt. Hon angav dessutom Anna Simonsdotter på väg till sin avrättning.
Hon dömdes till döden och avrättades genom halshuggning 12 maj. 